# Puebla de Don Fadrique
Puebla de Don Fadrique è un comune spagnolo di 2 549 abitanti situato nella comunità autonoma dell'Andalusia. È il centro più a nord-est della provincia di Granada, situato ai piedi del Monte Sagra.

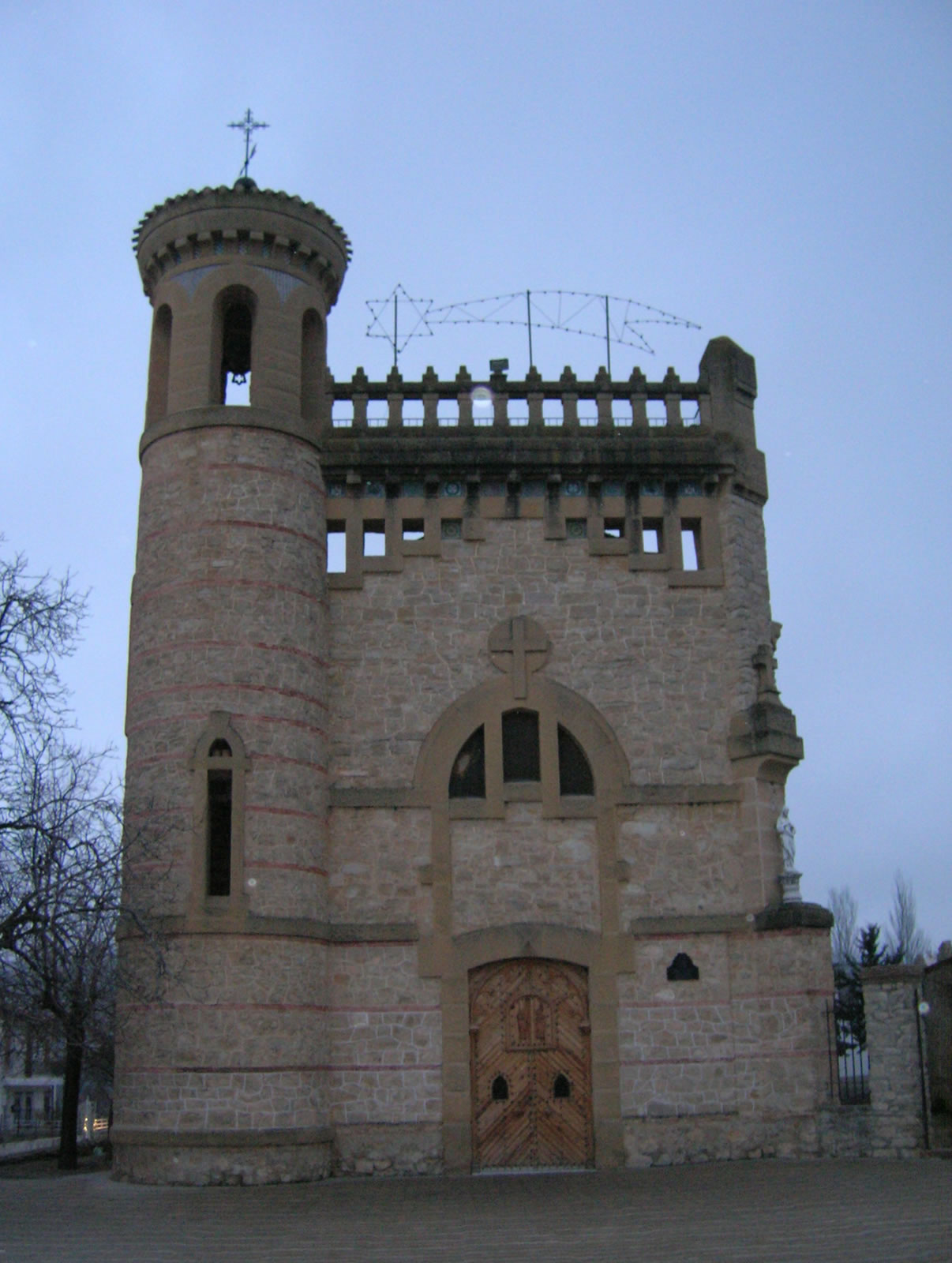
Eremo di La Puebla de Don Fadrique

## Storia
Conosciuta inizialmente con il nome di La Bolteruela, la Puebla de Don Fadrique deve il suo attuale nome a D. Fadrique Álvarez de Toledo y Enríquez (1460-1531), secondo Duca di Alba a cui furono assegnati i territori del comune presso il Ducato de Huéscar nel 1513
La zona precedentemente era stata popolata da un numeroso numero di persone originari della Navarra nei giorni del marchesato di Huéscar. Questa popolazione ha portato con sé tradizioni numerose, come la devozione alle sante Alodia e Nunilone, balli tipici e cognomi del nord della penisola (come Aguirre o Navarro).